# 九鐵巴士K1X線
九鐵巴士K1X線是一條已停駛的九鐵巴士路線，是九鐵首兩條途經元朗公路的特快巴士線之一（另一條為K2X，亦已於2004年2月28日取消），專門輔助輕鐵往來元朗至屯門的服務。
本路線在開線初期的收費模式很特別，就是在往朗屏方向時以「下車付錢」模式收費，後來因為運作效果欠佳，兩邊方向都統一以上車付錢模式運作。

## 歷史
- 1994年1月30日：本線投入服務，初時為每天早上至黃昏20:00提供服務
- 1999年中：改為途經鳳池路及媽橫路才入朗天路
- 2001年初：往屯門方向改經屏會街和元朗安寧路
- 2003年12月17日：配合西鐵通車，把分段收費位置修改，並與西鐵提供接駁優惠，但只限良田往兆康站及兆康往屯門碼頭方向。
- 2004年4月18日：改為平日繁忙時間及假日早上至黃昏提供服務；同年8月7日再縮減服務至平日上午繁忙時間單向由朗屏開出固定班次兩班。
- 2005年3月7日：配合九鐵重組屯門區巴士路線，本線永久停駛。

## 路線基本資料

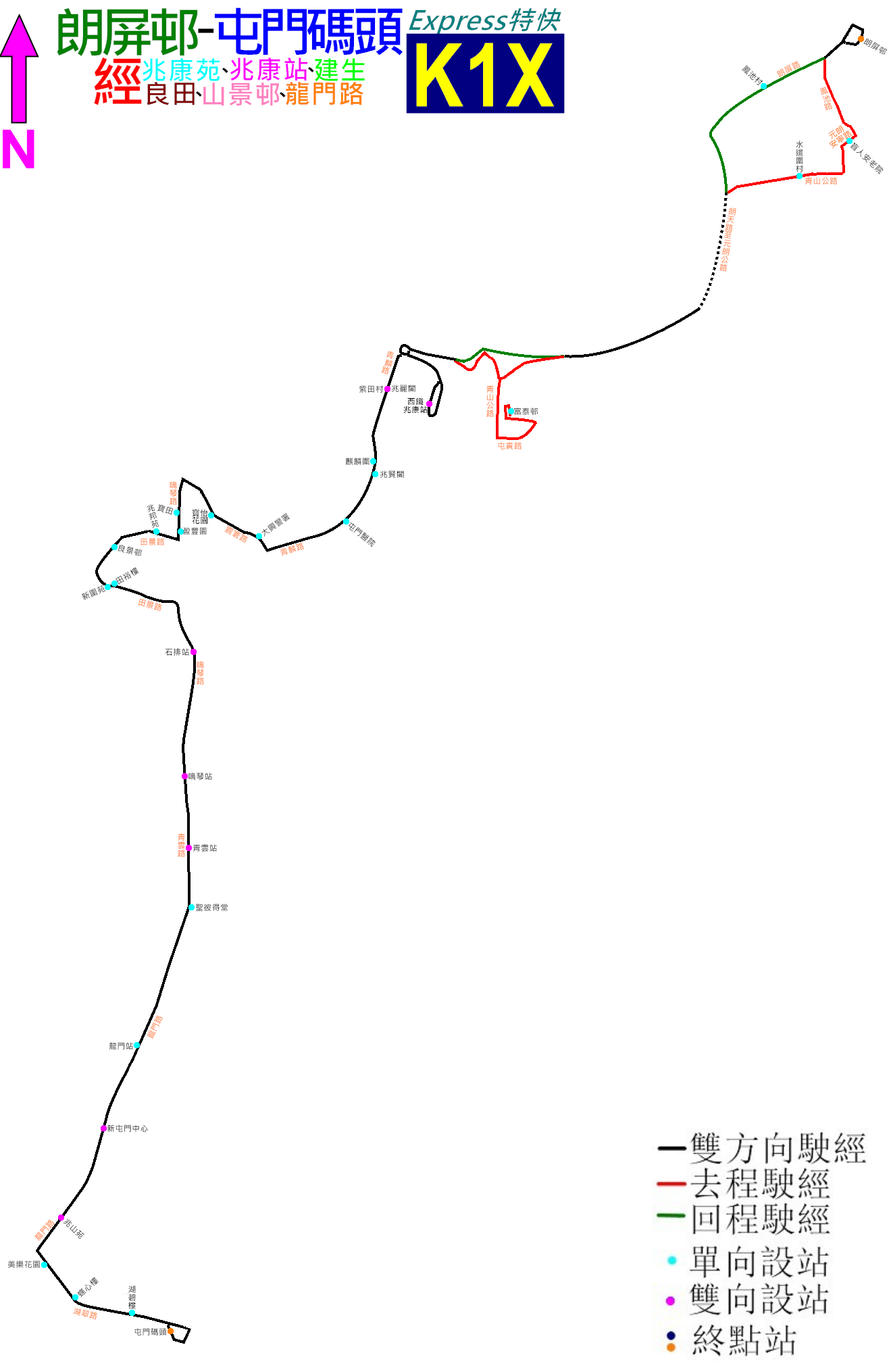
K1X線仍提供雙向服務時的走線圖

### 服務時間及班次
平日在朗屏站開2班固定班次：0645、0730；例假日停駛

### 收費
全程$6.2（八達通收費$6.1）
- 分段收費：富泰邨往屯門碼頭$3.9

### 駛經街道
朗屏路、鳳池路、屏會街、元朗安寧路、媽廟路、青山公路、朗天路、唐人新村交匯處、元朗公路、藍地交匯處、青山公路、屯貴路、富泰巴士總站、屯貴路、青山公路、藍地交匯處、青麟路、兆康站（北）公共交通交匯處通道、青麟路、震寰路、鳴琴路、田景路、鳴琴路、青雲路、龍門路及湖翠路
| 九鐵巴士K1X線（朗屏邨→屯門碼頭） | 九鐵巴士K1X線（朗屏邨→屯門碼頭） | 九鐵巴士K1X線（朗屏邨→屯門碼頭） | 九鐵巴士K1X線（朗屏邨→屯門碼頭） | 九鐵巴士K1X線（朗屏邨→屯門碼頭） |
| 序號                             | 地區                             | 街道                             | 車站名稱                         | 備註                             |
| -------------------------------- | -------------------------------- | -------------------------------- | -------------------------------- | -------------------------------- |
| 1                                | 元朗市                           |                                  | 朗屏巴士總站                     |                                  |
| 2                                | 元朗市                           | 元朗安寧路                       | 盲人安老院                       |                                  |
| 3                                | 元朗市                           | 青山公路－屏山段                 | 水邊村                           |                                  |
| 朗天路、元朗公路                 |                                  |                                  |                                  |                                  |
| 4                                | 屯門（富泰）                     |                                  | 富泰                             | 分段收費：$3.9                   |
| 5                                | 屯門（兆康）                     |                                  | 西鐵兆康站                       |                                  |
| 6                                | 屯門（兆康）                     | 青麟路                           | 兆康路                           |                                  |
| 7                                | 屯門（兆康）                     | 青麟路                           | 兆康苑兆賢閣                     |                                  |
| 8                                | 屯門（大興）                     | 青麟路                           | 屯門醫院                         |                                  |
| 9                                | 屯門（建生）                     | 震寰路                           | 寶怡花園                         |                                  |
| 10                               | 屯門（良田）                     | 鳴琴路                           | 盈豐園                           |                                  |
| 11                               | 屯門（良田）                     | 田景路                           | 田景邨田樂樓                     |                                  |
| 12                               | 屯門（良田）                     | 田景路                           | 田景邨田裕樓                     |                                  |
| 13                               | 屯門工業區                       | 鳴琴路                           | 石排站                           |                                  |
| 14                               | 屯門工業區                       | 鳴琴路                           | 鳴琴站                           |                                  |
| 15                               | 屯門工業區                       | 青雲路                           | 青雲站                           |                                  |
| 16                               | 青山村                           | 青雲路                           | 聖彼得堂                         |                                  |
| 17                               | 散石灣                           | 龍門路                           | 新屯門中心                       |                                  |
| 18                               | 散石灣                           | 龍門路                           | 兆山苑                           |                                  |
| 19                               | 屯門碼頭區                       | 湖翠路                           | 蝴蝶邨蝶心樓                     |                                  |
| 20                               | 屯門碼頭區                       | 湖翠路                           | 湖景邨湖碧樓                     |                                  |
| 21                               | 屯門碼頭區                       |                                  | 屯門碼頭                         |                                  |

## 用車
本線開辦初期只是採用單層巴士，更曾採用由冠忠巴士購入的三菱BM117L巴士（312-317）及全港唯一一部三菱MP618型巴士（318），1997年秋季開始部份班次採用雙層巴士行駛。